# Лемпе
Лемпе (нем. Lempe) — река в Германии, протекает по земле Гессен. Правый приток реки Эссе.
Площадь бассейна реки составляет 51,147 км². Общая длина реки 16,3 км. Высота истока 398 м. Высота устья 143,9 м.

## Притоки
У реки Лемпе 4 основных притока.
Легенда: название на немецком языке, левый/правый приток, длина
- Hainbuchengraben (лв; 1 км)
- Giesbach (пр.; 3,3 км)
- Soode (лв; 7,2; км)
- Reinbecke (лв; 4,2 км)